# 水满乡
水满乡是中华人民共和国海南省五指山市下辖的一个乡。

## 行政区划
水满乡下辖以下村级行政区划单位：
方龙村、新村、水满村、毛纳村和牙排村。